# Contea di Ferry
La contea di Ferry (in inglese Ferry County) è una contea dello Stato di Washington, negli Stati Uniti. La popolazione al censimento del 2009 era di 7 520 abitanti. Il capoluogo di contea è Republic.

## Geografia
La contea si trova nel nord-est dello Stato, al confine con il Canada. La parte meridionale del territorio appartiene alla Riserva Colville. Meno del 18% della contea è di propriet privata. Il confine est è costituito dal fiume Columbia.

### Contee confinanti
- Distretto regionale di Kootenay Boundary (Columbia Britannica, Canada) - nord
- Contea di Stevens - est
- Contea di Lincoln - sud
- Contea di Okanogan - ovest

## Storia
La contea fu creata nel 1899 dalla contea di Stevens e fu chiamata così in onore del governatore Ferry.

## Comuni
L'unica city è Republic, il capoluogo.

### Census-designated places
- Barney's Junction
- Barstow
- Boyds
- Curlew
- Curlew Lake
- Danville
- Inchelium
- Keller
- Laurier
- Malo
- Orient
- Pine Grove
- Torboy
- Twin Lakes